# Дідьє Дрогба
Дідьє́ Ів Дрогба́ Тебілі́ (фр. Didier Yves Drogba Tébily; нар. 11 березня 1978 року, Абіджан, Кот-д'Івуар) — івуарійський футболіст, що грав на позиції нападника. Співвласник американського клубу «Фінікс Райзінг». Найкращий футболіст Африки 2006, 2009. Найкращий бомбардир збірної Кот-д'Івуару всіх часів.

## Біографія

### Ранні роки
Виховувати Дідьє Дрогба віддали рідному дядькові — Мішелеві Гоба, який виступав у Франції за нижчолігові команди. Мішель всіляко заохочував хлопця до гри у футбол. Зараз Дідьє дуже тепло згадує про ті роки і дякує своєму дядькові за перші кроки, які Дрогба здійснив завдяки його допомозі. У 1989 році до Франції переселилася уся сім'я Дрогба. Спортивне виховання дядька погано вплинуло на шкільну успішність і хлопця відправили до двоюрідного брата Олівьє Тебілі. Тебілі був досить успішним профі та виступав за «Селтік» і «Бірмінгем Сіті». Родина часто переїжджала з місця на місце і першим більш-менш постійним юнацьким колективом Дідьє Дрогба став «Леваллуа» — команда з передмістя Парижа Леваллуа-Перре. Одним з перших наставників став Сребренко Репчич — колишній гравець збірної Югославії. Саме Репчич переставив Дрогба з оборони в напад, де талант хлопця почав виявлятися ще яскравіше.
19-річним африканцем почали цікавитися «Генгам», «Ле Ман», ПСЖ та «Ланс». Але перелом ноги дещо зменшив інтерес до нападника і зрештою Дідьє перейшов до друголігового «Ле Ману». Таким чином професійним футболістом він став у солідному, як на теперішній час, віці — 20 років. Тренером команди був Марк Вестерлоппе, під керівництвом якого африканець почав потрапляти у стартовий склад і забив 7 голів у сезоні 1999/2000. Потім тренер змінився і Дрогба перестав підходити під ігрову модель команди. Нападника продали до вищолігового «Генгама», який боровся за виживання у Лізі 1, за 150 тисяч євро. Для порівняння — через півтора року «Олімпік Марсель» виплатив попередньому клубу 5 мільйонів євро.
«Генгаму» вдалося зберегти місце в елітному дивізіоні, а Дідьє Дрогба став найкращим бомбардиром клубу в наступному сезоні — 2002/03. Команда посіла непогане 7-е місце, а лідерів почали спокушати пропозиціями з багатих клубів — Флоран Малуда пішов до «Ліона», а Дідьє Дрогба — до «Марселя».

### «Олімпік Марсель»
У новому клубі нападник дістав можливість виступати у Лізі чемпіонів та боротися за медалі чемпіонату Франції. Зайнявши 3-є місце у своїй групі Ліги чемпіонів, марсельці кваліфікувалися до Кубка УЄФА. У цьому турнірі французи зустрілися з дніпропетровським «Дніпром», який очолював Євген Кучеревський. Обидві зустрічі видались не надто результативними — 0:0 в Дніпропетровську та 1:0 у Марселі. Долю протистояння вирішив єдиний гол, який забив Дрогба з пенальті у ворота В'ячеслава Кернозенка. У плей-оф французи обігрували імениті європейські клуби: «Ліверпуль», «Інтернаціонале» та у півфіналі «Ньюкасл». Проти «Ньюкасла» Дрогба відзначився двічі (0:0 і 2:0).
У фіналі «Марсель» програв серію післяматчевих пенальті іспанській «Валенсії», яку очолював Рафа Бенітес.

### «Челсі»
21 липня 2004 року Дрогба став гравцем «Челсі». Про це він сказав:
|  | Якщо б я слідував за велінням серця, то залишився б у Марселі. Переходити до „Челсі“ мене ніхто не примушував. Але мною керує розум. Бувають пропозиції, від яких не відмовляються ані у спортивному, ані у фінансовому плані. Добре знайомі зі мною люди знають, що справа не тільки в грошах. Жозе Моурінью бачив мене на полі і хоче, щоб я був у його команді. Мені ж гра поряд з такими футболістами, як Кежман, Роббен, Муту, Макелеле та інші, повинна дозволити піднятися на новий щабель. |

30 липня 2004 року Дрогба дебютував у складі «Челсі» в товариському матчі проти «Роми» — вийшов на поле після перерви і забив гол вже на 68 хвилині зустрічі, яка завершилася перемогою англійської команди з рахунком 3:0. У наступній грі Дідьє вже вийшов у стартовому складі і знову забив гол, проте це не допомогло його команді, що програла «Мілану» з рахунком 2:3. 16 серпня Дрогба провів свій перший офіційний матч за «Челсі» в якому його команда перемогла «Манчестер Юнайтед», а Дідьє віддав гольову передачу, з якої Эйдур Гудьонсен забив єдиний м'яч у зустрічі. А вже у третій офіційній грі за команду, Дрогба забив гол, вразивши ворота «Крістал Пелес» з передачі Селестіна Бабаяро. Однак подальший виступ було перервано травмою — Дідьє потягнув м'яз живота в матчі з «Ліверпулем» і не грав протягом двох місяців.

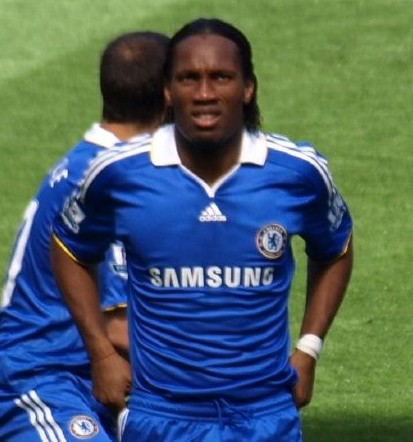
Дідьє у 2008 році

Проте зігравши 26 матчів і забив 10 голів Дрогба допоміг «Челсі» виграти Прем'єр-лігу, другий подібний титул за всю історію клубу. Також лондонці здобули Кубок Футбольної ліги, у фіналі якого Дрогба забив гол, а його команда перемогла «Ліверпуль» у додатковий час з рахунком 3:2.
У 2008 році Дрогба разом із «Челсі» вийшов у фінал Ліги чемпіонів, в якому його команда у серії пенальті поступилась «Манчестер Юнайтед». Дідьє на 116-й хвилині матчу отримав червону картку та достроково покинув поле.
10 березня 2012 року Дідьє приніс перемогу «Челсі» в матчі зі «Сток Сіті», забив 100-й гол за «Челсі» в Прем'єр-лізі. До нього ця позначка ще не підкорялася жодному одному африканському гравцеві.
19 травня 2012 року Дрогба у фіналі Ліги чемпіонів проти «Баварії» зрівняв рахунок на 88 хвилині матчу, що дозволило «Челсі» перевести гру в додатковий час. А в серії пенальті Дідьє забив вирішальний гол. Також він став кращим гравцем матчу. 20 травня Дрогба став вільним агентом. Ходили чутки про те, що він може піти з «Челсі». 22 травня представники футболіста офіційно спростували інформацію про те, що їх клієнт вже вирішив змінити команду. Але офіційний сайт «Челсі» повідомив, що по закінченні контракту Дрогба піде з клубу.

### «Шанхай Шеньхуа»
20 червня 2012 року Дрогба як вільний агент перейшов у китайський «Шанхай Шеньхуа». Угода була розрахована на 2,5 року.
|  | Протягом декількох тижнів розглянув всі отримані пропозиції і вирішив, що "Шанхай" — найкращий варіант для мене на даний момент. Це новий виклик для мене. <...> Сподіваюся, зможу допомогти розвитку китайського футболу і китайсько-африканських відносин. |

Всього за команду у Суперлізі Дрогба провів 11 матчів і забив 8 голів

### «Галатасарай»

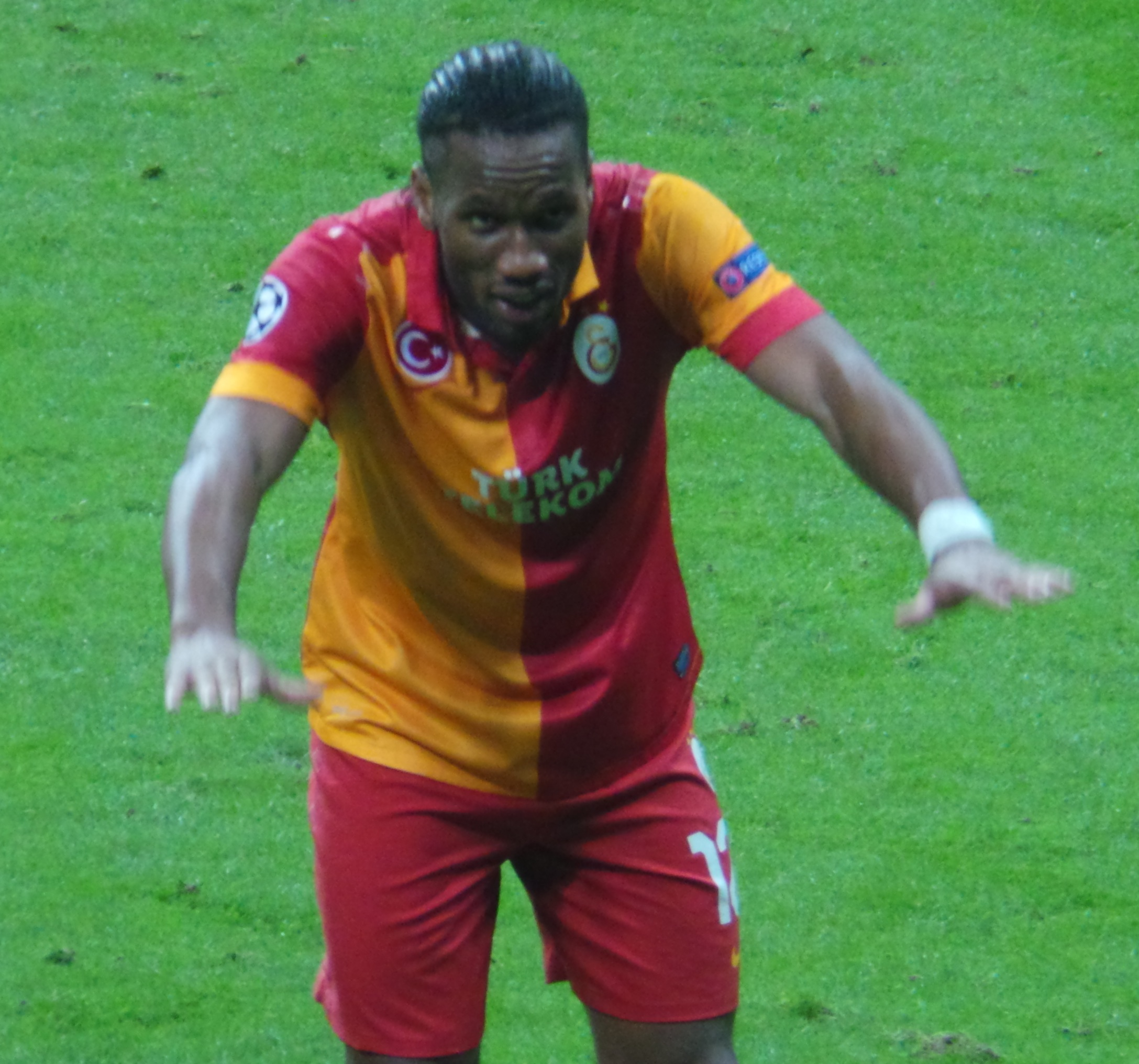
Дрогба у «Галатасараї»

28 січня 2013 року став гравцем «Галатасарая», підписавши півторарічний контракт. Перехід Дрогба до Туреччини супроводжувався скандалом — його попередній клуб, «Шанхай Шеньхуа», заявив, що Дрогба переходив до «Галатасарая», маючи дійсний контракт з «Шанхаєм». Китайський клуб навіть подав на футболіста скаргу до ФІФА, однак світова федерація футболу відхилила її, тим самим визнавши перехід Дрогба до «Галатасарая» абсолютно легітимним.
У матчі за Суперкубок Туреччини 2013, забив вирішальний гол у ворота «Фенербахче». У матчі з лондонським «Арсеналом», за «Emirates Cup» у 2013 році Дідьє витягнув команду на перше місце. В тому матчі Дрогба оформив дубль, чим забезпечив перемогу своєї команди з рахунком 2:1. 22 вересня 2013 року, у матчі проти «Бешикташа» також оформив дубль, чим забезпечив перемогу «Галатасараю».

### Повернення у «Челсі»
25 липня 2014 року гравець підписав контракт з «Челсі» терміном на 1 рік. Свій перший гол після повернення Дрогба забив у матчі третього туру групового раунду Ліги чемпіонів з «Марібором», реалізувавши на 23-й хвилині пенальті. Сам матч закінчився з рахунком 3:0 на користь «синіх». 24 травня 2015 року заявив, що заключна гра «Челсі» у чемпіонаті проти «Сандерленда» стане для нього останньою як для гравця «аристократів». Дрогба почав гру у ролі капітана, але був замінений після півгодини гри через травму («Челсі» переміг 3:1).

### «Монреаль Імпакт»
27 липня 2015 року Дрогба підписав контракт з клубом MLS «Монреаль Імпакт» до грудня 2016 року. 22 серпня Дрогба дебютував за «Монреаль», вийшовши на заміну на 59-й хвилині матчу проти «Філадельфії Юніон», а свій перший гол забив Дідьє вже в наступному матчі, виступаючи у стартовому складі проти «Чикаго Файр». У цьому матчі Дрогба оформив свій перший хет-трик в MLS, принісши перемогу своїй команді з рахунком 4:3. 31 грудня 2016 року по закінченню контракту Дрогба покинув розташування клубу в статусі вільного агента.

### «Фінікс Райзінг»
13 квітня 2017 року Дрогба підписав контракт з американським «Фінікс Райзінг», івуарієць також став співвласником клубу. Команда виступає в USL — другому за силою дивізіоні США після MLS. 13 травня 2018 заявив, що по закінченні сезону завершить кар'єру:
|  | Я отримую задоволення від футболу. Мені подобається моя роль гравця і співвласника клубу. Поруч зі мною виступають безліч молодих футболістів, на яких я люблю віддавати передачі. Тим не менш, цей сезон стане останнім у моїй кар'єрі гравця. Мені вже 40, час зупинитися. |

8 листопада 2018 року Дідьє Дрогба провів свій останній матч як гравець. У матчі фіналу Кубку USL проти «Луїсвіллю» «Фінікс» поступився з рахунком 0:1.

### Збірна
Дідьє Дрогба вважають найрезультативнішим гравцем в історії збірної Кот-д'Івуару, оскільки точна кількість голів зірок минулого — Лорана Поку, Жоеля Тіеї та Абдулає Траоре невідома.
Дідьє став символом новітньої збірної Кот-д'Івуару. Під проводом «капітана Дрогба» африканська команда вперше в історії потрапила на чемпіонат світу. На Кубку африканських націй Кот-д'Івуар став володарем трофею у 2006 році та зайняв 4 місце у 2008-му. На турнірі-2008 нападник грав у нападі пліч-о-пліч зі своїм партнером з «Челсі» Саломоном Калу.

## Стиль гри
Міцний гравець, який вдало закриває корпусом м'яч, відмінно грає головою і завдяки габаритам виграє більшість двоборств. Небезпечний під час розігрування стандартів. Має сильний і точний удар, може вистрелити здалеку. Постійно і регулярно відпрацьовує в обороні та повертається до своїх воріт під час кутових та штрафних.

## Досягнення

### Командні
«Челсі»
- Чемпіон Англії (4): 2004/05, 2005/06, 2009/10, 2014/15
- Віце-чемпіон Англії (3): 2006/07, 2007/08, 2010/11
- Бронзовий призер чемпіонату Англії (1): 2008/09
- Володар Кубка Англії (4): 2006/07, 2008/09, 2009/10, 2011/12
- Володар Кубка футбольної  ліги (3): 2004/05, 2006/07, 2014/15
- Фіналіст Кубка футбольної ліги (1): 2007/08
- Володар Суперкубка Англії (2): 2005, 2009
- Переможець Ліги чемпіонів УЄФА (1): 2011/12
- Фіналіст Ліги чемпіонів УЄФА (1): 2007/08
- Всього: 14 трофеїв

 «Галатасарай»
- Чемпіон Туреччини (1): 2012/13
- Віце-чемпіон Туреччини (1): 2013/14
- Володар Кубка Туреччини (1): 2013/14
- Володар Суперкубка Туреччини (1): 2013
- Всього: 3 трофеї

«Фінікс Райзінг»
- Фіналіст Кубка USL (1): 2018

### Збірні
- Срібний призер Кубка африканських націй: 2006, 2012

### Особисті
- Кращий асистент Англійської Прем'єр-ліги 2005/06: 11 передач
- Кращий бомбардир Англійської Прем'єр-ліги 2006/07: 20 голів
- Кращий бомбардир Англійської Прем'єр-ліги 2009/10: 29 голів
- Кращий гравець фіналу Кубка футбольної ліги 2007
- Кращий гравець фіналу Ліги чемпіонів УЄФА 2012
- Кращий бомбардир в історії збірної Кот-д'Івуару: 65 голів
- Кращий футболіст Африки (2): 2006, 2009
- Гравець року у Франції за версією НСПФ: 2004
- Команда року французької Ліги 1: 2004
- Гол року французької Ліги 1: 2004
- Кращий футболіст Європи за версією Onze: 2004
- Кращий футболіст Суперкубка Англії: 2005
- Кращий гол сезону «Челсі»: 2006
- Символічна збірна Африки за версією КАФ (3): 2006, 2008, 2012
- Футболіст року в Кот-Д'івуарі: (3): 2006, 2007, 2012
- Приз Алана Хардекера: 2007
- Команда року за версією ПФА (2): 2007, 2010
- Команда року за версією ЄСМ: 2007
- Символічна збірна світу за версією ФІФПРО: 2007
- Команда року за версією УЄФА: 2007
- Гравець року за версією футболістів «Челсі»: 2007
- Африканський футболіст року за версією ВВС (1): 2009
- Кращий футболіст Фіналу Кубка Футбольної асоціації: 2010
- Гравець року за версією вболівальників «Челсі»: 2010
- Time 100: 2010
- Футболіст року в Туреччині: 2013
- Володар трофею «Golden Foot»: 2013
- Нагорода АФЖ за заслуги перед футболом: 2015

## Статистики

### Клубна
| Виступи           | Виступи           | Виступи           | Ліга | Ліга | Кубок країни | Кубок країни | Кубок ліги | Кубок ліги | Єврокубки | Єврокубки | Інші | Інші | Разом | Разом |
| Клуб              | Ліга              | Сезон             | Ігри | Голи | Ігри         | Голи         | Ігри       | Голи       | Ігри      | Голи      | Ігри | Голи | Ігри  | Голи  |
| ----------------- | ----------------- | ----------------- | ---- | ---- | ------------ | ------------ | ---------- | ---------- | --------- | --------- | ---- | ---- | ----- | ----- |
| «Ле-Ман»          | Дивізіон 2        | 1998/99           | 2    | 0    | 0            | 0            | 0          | 0          | 0         | 0         | 0    | 0    | 2     | 0     |
| «Ле-Ман»          | Дивізіон 2        | 1999/00           | 30   | 7    | 0            | 0            | 2          | 0          | 0         | 0         | 0    | 0    | 32    | 7     |
| «Ле-Ман»          | Дивізіон 2        | 2000/01           | 11   | 0    | 3            | 1            | 0          | 0          | 0         | 0         | 0    | 0    | 14    | 1     |
| «Ле-Ман»          | Дивізіон 2        | 2001/02           | 21   | 5    | 1            | 1            | 2          | 1          | 0         | 0         | 0    | 0    | 24    | 7     |
| «Ле-Ман»          | Разом             | Разом             | 64   | 12   | 4            | 2            | 4          | 1          | 0         | 0         | 0    | 0    | 72    | 15    |
| «Генгам»          | Ліга 1            | 2001/02           | 11   | 3    | 0            | 0            | 0          | 0          | 0         | 0         | 0    | 0    | 11    | 3     |
| «Генгам»          | Ліга 1            | 2002/03           | 34   | 17   | 3            | 4            | 2          | 0          | 0         | 0         | 0    | 0    | 39    | 21    |
| «Генгам»          | Разом             | Разом             | 45   | 20   | 3            | 4            | 2          | 0          | 0         | 0         | 0    | 0    | 50    | 24    |
| «Марсель»         | Ліга 1            | 2003/04           | 35   | 19   | 2            | 1            | 2          | 1          | 16        | 11        | 0    | 0    | 55    | 32    |
| «Марсель»         | Разом             | Разом             | 35   | 19   | 2            | 1            | 2          | 1          | 16        | 11        | 0    | 0    | 55    | 32    |
| «Шанхай Шеньхуа»  | Суперліга         | 2012              | 11   | 8    | 0            | 0            | 0          | 0          | 0         | 0         | 0    | 0    | 11    | 8     |
| «Шанхай Шеньхуа»  | Разом             | Разом             | 11   | 8    | 0            | 0            | 0          | 0          | 0         | 0         | 0    | 0    | 11    | 8     |
| «Галатасарай»     | Суперліга         | 2012/13           | 13   | 5    | 0            | 0            | 0          | 0          | 4         | 1         | 0    | 0    | 17    | 6     |
| «Галатасарай»     | Суперліга         | 2013/14           | 24   | 10   | 3            | 1            | 0          | 0          | 8         | 2         | 1    | 1    | 36    | 14    |
| «Галатасарай»     | Разом             | Разом             | 37   | 15   | 3            | 1            | 0          | 0          | 12        | 3         | 1    | 1    | 53    | 20    |
| «Челсі»           | Прем'єр-ліга      | 2004/05           | 26   | 10   | 2            | 0            | 4          | 1          | 9         | 5         | 0    | 0    | 41    | 16    |
| «Челсі»           | Прем'єр-ліга      | 2005/06           | 29   | 12   | 3            | 1            | 1          | 0          | 7         | 1         | 1    | 2    | 41    | 16    |
| «Челсі»           | Прем'єр-ліга      | 2006/07           | 36   | 20   | 6            | 3            | 5          | 4          | 12        | 6         | 1    | 0    | 60    | 33    |
| «Челсі»           | Прем'єр-ліга      | 2007/08           | 19   | 8    | 1            | 0            | 1          | 1          | 11        | 6         | 0    | 0    | 32    | 15    |
| «Челсі»           | Прем'єр-ліга      | 2008/09           | 24   | 5    | 6            | 3            | 2          | 1          | 10        | 5         | 0    | 0    | 42    | 14    |
| «Челсі»           | Прем'єр-ліга      | 2009/10           | 32   | 29   | 4            | 3            | 2          | 2          | 5         | 3         | 1    | 0    | 44    | 37    |
| «Челсі»           | Прем'єр-ліга      | 2010/11           | 36   | 11   | 2            | 0            | 0          | 0          | 7         | 2         | 1    | 0    | 46    | 13    |
| «Челсі»           | Прем'єр-ліга      | 2011/12           | 24   | 5    | 3            | 2            | 0          | 0          | 8         | 6         | 0    | 0    | 35    | 13    |
| «Челсі»           | Прем'єр-ліга      | 2014/15           | 28   | 4    | 2            | 0            | 5          | 1          | 5         | 2         | 0    | 0    | 40    | 7     |
| «Челсі»           | Разом             | Разом             | 254  | 104  | 29           | 12           | 20         | 10         | 74        | 36        | 4    | 2    | 381   | 164   |
| «Монреаль Імпакт» | MLS               | 2015              | 11   | 11   | 0            | 0            | —          | —          | 0         | 0         | 3    | 1    | 14    | 12    |
| «Монреаль Імпакт» | MLS               | 2016              | 22   | 10   | 2            | 1            | —          | —          | 0         | 0         | 3    | 0    | 27    | 11    |
| «Монреаль Імпакт» | Разом             | Разом             | 33   | 21   | 2            | 1            | 0          | 0          | 0         | 0         | 6    | 1    | 41    | 23    |
| «Фінікс Райзінг»  | USL               | 2017              | 13   | 9    | 0            | 0            | —          | —          | —         | —         | 1    | 1    | 14    | 10    |
| «Фінікс Райзінг»  | USL               | 2018              | 8    | 4    | 0            | 0            | —          | —          | —         | —         | 4    | 3    | 12    | 7     |
| «Фінікс Райзінг»  | Разом             | Разом             | 21   | 13   | 0            | 0            | 0          | 0          | 0         | 0         | 5    | 4    | 26    | 17    |
| Усього за кар'єру | Усього за кар'єру | Усього за кар'єру | 494  | 209  | 43           | 21           | 28         | 12         | 102       | 50        | 12   | 5    | 679   | 297   |

### Збірна
| Збірна            | Рік               | Товариські | Товариські | Офіційні | Офіційні | Всього | Всього |
| Збірна            | Рік               | Ігри       | Голи       | Ігри     | Голи     | Ігри   | Голи   |
| Кот-д’Івуар       |                   |            |            |          |          |        |        |
| ----------------- | ----------------- | ---------- | ---------- | -------- | -------- | ------ | ------ |
| Кот-д’Івуар       | 2002              | 0          | 0          | 1        | 0        | 1      | 0      |
| Кот-д’Івуар       | 2003              | 4          | 1          | 3        | 3        | 7      | 4      |
| Кот-д’Івуар       | 2004              | 3          | 3          | 4        | 3        | 7      | 6      |
| Кот-д’Івуар       | 2005              | 3          | 1          | 5        | 6        | 8      | 7      |
| Кот-д’Івуар       | 2006              | 7          | 4          | 8        | 4        | 15     | 8      |
| Кот-д’Івуар       | 2007              | 6          | 3          | 2        | 1        | 8      | 4      |
| Кот-д’Івуар       | 2008              | 2          | 1          | 6        | 3        | 8      | 4      |
| Кот-д’Івуар       | 2009              | 1          | 1          | 5        | 6        | 6      | 7      |
| Кот-д’Івуар       | 2010              | 5          | 2          | 6        | 2        | 11     | 4      |
| Кот-д’Івуар       | 2011              | 2          | 1          | 3        | 4        | 5      | 5      |
| Кот-д’Івуар       | 2012              | 4          | 2          | 10       | 7        | 14     | 9      |
| Кот-д’Івуар       | 2013              | 2          | 1          | 7        | 3        | 9      | 4      |
| Кот-д’Івуар       | 2014              | 3          | 3          | 3        | 0        | 6      | 3      |
| Всього за кар'єру | Всього за кар'єру | 42         | 23         | 63       | 42       | 105    | 65     |

### Матчі за збірну
| Дата       | Місто                | Господарі            | Результат                 | Гості                | Турнір                                             | Голи | Примітки  |
| ---------- | -------------------- | -------------------- | ------------------------- | -------------------- | -------------------------------------------------- | ---- | --------- |
| 8-9-2002   | Абіджан              | Кот-д'Івуар          | 0 – 0                     | ПАР                  | Відбір до Кубка африканських націй 2004            | -    | 69'       |
| 11-2-2003  | Шатору               | Кот-д'Івуар          | 3 – 0                     | Камерун              | товариський матч                                   | 1    | 63'       |
| 30-3-2003  | Бужумбура            | Бурунді              | 0 – 1                     | Кот-д'Івуар          | Відбір до Кубка африканських націй 2004            | -    |           |
| 30-4-2003  | Рабат                | Марокко              | 0 – 1                     | Кот-д'Івуар          | товариський матч                                   | -    | 72'       |
| 8-6-2003   | Абіджан              | Кот-д'Івуар          | 6 – 1                     | Бурунді              | Відбір до Кубка африканських націй 2004            | 3    | 46'       |
| 22-6-2003  | Полокване            | ПАР                  | 2 – 1                     | Кот-д'Івуар          | Відбір до Кубка африканських націй 2004            | -    |           |
| 15-11-2003 | Дакар                | Сенегал              | 1 – 0                     | Кот-д'Івуар          | товариський матч                                   | -    |           |
| 31-3-2004  | Туніс (місто)        | Туніс                | 0 – 2                     | Кот-д'Івуар          | товариський матч                                   | 2    | 67'       |
| 28-4-2004  | Екс-ле-Бен           | Гвінея               | 2 – 4                     | Кот-д'Івуар          | товариський матч                                   | 1    |           |
| 6-6-2004   | Абіджан              | Кот-д'Івуар          | 2 – 0                     | Лівія                | Відбір до ЧС 2006                                  | 1    | 85' - 86' |
| 20-6-2004  | Александрія          | Єгипет               | 1 – 2                     | Кот-д'Івуар          | Відбір до ЧС 2006                                  | 1    |           |
| 4-7-2004   | Яунде                | Камерун              | 2 – 0                     | Кот-д'Івуар          | Відбір до ЧС 2006                                  | -    |           |
| 18-8-2004  | Авіньйон             | Кот-д'Івуар          | 2 – 1                     | Сенегал              | товариський матч                                   | -    |           |
| 5-9-2004   | Абіджан              | Кот-д'Івуар          | 5 – 0                     | Судан                | Відбір до ЧС 2006                                  | 1    | 40'       |
| 27-3-2005  | Абіджан              | Кот-д'Івуар          | 3 – 0                     | Бенін                | Відбір до ЧС 2006                                  | 2    | 83'       |
| 3-6-2005   | Триполі              | Лівія                | 0 – 0                     | Кот-д'Івуар          | Відбір до ЧС 2006                                  | -    | 78'       |
| 19-6-2005  | Абіджан              | Кот-д'Івуар          | 2 – 0                     | Єгипет               | Відбір до ЧС 2006                                  | 2    | 82'       |
| 17-8-2005  | Монпельє             | Франція              | 3 – 0                     | Кот-д'Івуар          | товариський матч                                   | -    | 78'       |
| 4-9-2005   | Абіджан              | Кот-д'Івуар          | 2 – 3                     | Камерун              | Відбір до ЧС 2006                                  | 2    |           |
| 8-10-2005  | Омдурман             | Судан                | 1 – 3                     | Кот-д'Івуар          | Відбір до ЧС 2006                                  | -    |           |
| 12-11-2005 | Ле-Ман               | Румунія              | 1 – 2                     | Кот-д'Івуар          | товариський матч                                   | -    | 60'       |
| 16-11-2005 | Женева               | Італія               | 1 – 1                     | Кот-д'Івуар          | товариський матч                                   | 1    | 81'       |
| 17-1-2006  | Абу-Дабі             | Йорданія             | 0 – 2                     | Кот-д'Івуар          | товариський матч                                   | 1    | 41'       |
| 21-1-2006  | Каїр                 | Марокко              | 0 – 1                     | Кот-д'Івуар          | Кубок африканських націй 2006 - 1-й етап           | 1    | 65'       |
| 24-1-2006  | Каїр                 | Лівія                | 1 – 2                     | Кот-д'Івуар          | Кубок африканських націй 2006 - 1-й етап           | 1    | 48'       |
| 4-2-2006   | Каїр                 | Камерун              | 0 – 0 д.ч. (11 – 12 п.п.) | Кот-д'Івуар          | Кубок африканських націй 2006 - чвертьфінал        | -    |           |
| 7-2-2006   | Александрія          | Нігерія              | 0 – 1                     | Кот-д'Івуар          | Кубок африканських націй 2006 - півфінал           | 1    |           |
| 10-2-2006  | Каїр                 | Єгипет               | 0 – 0 д.ч. (4 – 2 п.п.)   | Кот-д'Івуар          | Кубок африканських націй 2006 - Фінал              | -    | 75'       |
| 1-3-2006   | Вальядолід           | Іспанія              | 3 – 2                     | Кот-д'Івуар          | товариський матч                                   | -    |           |
| 27-5-2006  | Базель               | Швейцарія            | 1 – 1                     | Кот-д'Івуар          | товариський матч                                   | -    | 65'       |
| 30-5-2006  | Віттель              | Чилі                 | 1 – 1                     | Кот-д'Івуар          | товариський матч                                   | -    | 46'       |
| 4-6-2006   | Бондуфль             | Кот-д'Івуар          | 3 – 0                     | Словенія             | товариський матч                                   | 2    | 78'       |
| 10-6-2006  | Гамбург              | Аргентина            | 2 – 1                     | Кот-д'Івуар          | ЧС 2006 - 1-й етап                                 | 1    | 91'       |
| 16-6-2006  | Штутгарт             | Нідерланди           | 2 – 1                     | Кот-д'Івуар          | ЧС 2006 - 1-й етап                                 | -    | 41'       |
| 16-8-2006  | Тур (місто)          | Кот-д'Івуар          | 0 – 1                     | Сенегал              | товариський матч                                   | -    | 65'       |
| 8-10-2006  | Абіджан              | Кот-д'Івуар          | 5 – 0                     | Габон                | Відбір до Кубка африканських націй 2008            | -    |           |
| 15-11-2006 | Ле-Ман               | Кот-д'Івуар          | 1 – 0                     | Швеція               | товариський матч                                   | 1    | 63'       |
| 6-2-2007   | Ле-Петі-Кевії        | Кот-д'Івуар          | 1 – 0                     | Гвінея               | товариський матч                                   | 1    |           |
| 21-3-2007  | Маврикій             | Маврикій             | 0 – 3                     | Кот-д'Івуар          | товариський матч                                   | -    | 80'       |
| 25-3-2007  | Анцирабе             | Мадагаскар           | 0 – 3                     | Кот-д'Івуар          | Відбір до Кубка африканських націй 2008            | -    |           |
| 3-6-2007   | Буаке                | Кот-д'Івуар          | 5 – 0                     | Мадагаскар           | Відбір до Кубка африканських націй 2008            | 1    |           |
| 22-8-2007  | Париж                | Кот-д'Івуар          | 0 – 0                     | Єгипет               | товариський матч                                   | -    | 46'       |
| 17-10-2007 | Інсбрук              | Австрія              | 3 – 2                     | Кот-д'Івуар          | товариський матч                                   | 2    |           |
| 17-11-2007 | Мелен (Сена і Марна) | Ангола               | 2 – 1                     | Кот-д'Івуар          | товариський матч                                   | -    |           |
| 21-11-2007 | Доха                 | Катар                | 1 – 6                     | Кот-д'Івуар          | товариський матч                                   | -    | 46'       |
| 12-1-2008  | Ель-Кувейт           | Кувейт               | 0 – 2                     | Кот-д'Івуар          | товариський матч                                   | 1    | 46'       |
| 21-1-2008  | Секонді-Такораді     | Нігерія              | 0 – 1                     | Кот-д'Івуар          | Кубок африканських націй 2008 - 1-й етап           | -    | 85'       |
| 25-1-2008  | Секонді-Такораді     | Кот-д'Івуар          | 4 – 1                     | Бенін                | Кубок африканських націй 2008 - 1-й етап           | 1    | 68'       |
| 29-1-2008  | Аккра                | Кот-д'Івуар          | 3 – 0                     | Малі                 | Кубок африканських націй 2008 - 1-й етап           | 1    | 75'       |
| 3-2-2008   | Секонді-Такораді     | Кот-д'Івуар          | 5 – 0                     | Гвінея               | Кубок африканських націй 2008 - чвертьфінал        | 1    | 76'       |
| 7-2-2008   | Кумасі               | Кот-д'Івуар          | 1 – 4                     | Єгипет               | Кубок африканських націй 2008 - півфінал           | -    |           |
| 9-2-2008   | Кумасі               | Гана                 | 4 – 2                     | Кот-д'Івуар          | Кубок африканських націй 2008 - матч за 3-тє місце | -    |           |
| 19-11-2008 | Тель-Авів            | Ізраїль              | 2 – 2                     | Кот-д'Івуар          | товариський матч                                   | -    | 60'       |
| 11-2-2009  | Ізмір                | Туреччина            | 1 – 1                     | Кот-д'Івуар          | товариський матч                                   | 1    | 81'       |
| 29-3-2009  | Абіджан              | Кот-д'Івуар          | 5 – 0                     | Малаві               | Відбір до ЧС 2010                                  | 2    | 78'       |
| 7-6-2009   | Конакрі              | Гвінея               | 1 – 2                     | Кот-д'Івуар          | Відбір до ЧС 2010                                  | -    |           |
| 13-6-2009  | Абіджан              | Кот-д'Івуар          | 2 – 1                     | Камерун              | товариський матч                                   | 1    | 30'       |
| 20-6-2009  | Уагадугу             | Буркіна-Фасо         | 2 – 3                     | Кот-д'Івуар          | Відбір до ЧС 2010                                  | 1    |           |
| 5-9-2009   | Абіджан              | Кот-д'Івуар          | 5 – 0                     | Буркіна-Фасо         | Відбір до ЧС 2010                                  | 2    | 85'       |
| 10-10-2009 | Блантайр             | Малаві               | 1 – 1                     | Кот-д'Івуар          | Відбір до ЧС 2010                                  | 1    | 65'       |
| 4-1-2010   | Дар-ес-Салам         | Танзанія             | 0 – 1                     | Кот-д'Івуар          | товариський матч                                   | 1    | 46'       |
| 7-1-2010   | Дар-ес-Салам         | Кот-д'Івуар          | 2 – 0                     | Руанда               | товариський матч                                   | -    | 69'       |
| 11-1-2010  | Кабінда              | Кот-д'Івуар          | 0 – 0                     | Буркіна-Фасо         | Кубок африканських націй 2010 - 1-й етап           | -    |           |
| 15-1-2010  | Кабінда              | Кот-д'Івуар          | 3 – 1                     | Гана                 | Кубок африканських націй 2010 - 1-й етап           | 1    |           |
| 24-1-2010  | Кабінда              | Кот-д'Івуар          | 2 – 3 д.ч.                | Алжир                | Кубок африканських націй 2010 - чвертьфінал        | -    |           |
| 3-3-2010   | Лондон               | Кот-д'Івуар          | 0 – 2                     | Південна Корея       | товариський матч                                   | -    |           |
| 30-5-2010  | Тонон-ле-Бен         | Парагвай             | 2 – 2                     | Кот-д'Івуар          | товариський матч                                   | 1    |           |
| 4-6-2010   | Сьйон                | Кот-д'Івуар          | 2 – 0                     | Японія               | товариський матч                                   | -    | 18'       |
| 15-6-2010  | Порт-Елізабет        | Кот-д'Івуар          | 0 – 0                     | Португалія           | ЧС 2010 - 1-й етап                                 | -    | 66'       |
| 20-6-2010  | Йоганнесбург         | Бразилія             | 3 – 1                     | Кот-д'Івуар          | ЧС 2010 - 1-й етап                                 | 1    |           |
| 25-6-2010  | Мбомбела             | Північна Корея       | 0 – 3                     | Кот-д'Івуар          | ЧС 2010 - 1-й етап                                 | -    |           |
| 8-2-2011   | Абіджан              | Кот-д'Івуар          | 1 – 0                     | Малі                 | товариський матч                                   | -    |           |
| 27-3-2011  | Аккра                | Кот-д'Івуар          | 2 – 1                     | Бенін                | Відбір до Кубка африканських націй 2012            | 2    |           |
| 5-6-2011   | Котону               | Бенін                | 2 – 6                     | Кот-д'Івуар          | Відбір до Кубка африканських націй 2012            | 2    | 88'       |
| 10-8-2011  | Каруж                | Кот-д'Івуар          | 4 – 3                     | Ізраїль              | товариський матч                                   | 1    |           |
| 9-10-2011  | Абіджан              | Кот-д'Івуар          | 2 – 1                     | Бурунді              | Відбір до Кубка африканських націй 2012            | -    | 48'       |
| 13-1-2012  | Абу-Дабі             | Кот-д'Івуар          | 2 – 0                     | Туніс                | товариський матч                                   | 1    | 76'       |
| 16-1-2012  | Абу-Дабі             | Кот-д'Івуар          | 1 – 0                     | Лівія                | товариський матч                                   | -    |           |
| 22-1-2012  | Малабо               | Кот-д'Івуар          | 1 – 0                     | Судан                | Кубок африканських націй 2012 - 1-й етап           | 1    |           |
| 26-1-2012  | Малабо               | Кот-д'Івуар          | 2 – 0                     | Буркіна-Фасо         | Кубок африканських націй 2012 - 1-й етап           | -    |           |
| 30-1-2012  | Малабо               | Кот-д'Івуар          | 2 – 0                     | Ангола               | Кубок африканських націй 2012 - 1-й етап           | -    | 79'       |
| 4-2-2012   | Малабо               | Кот-д'Івуар          | 3 – 0                     | Екваторіальна Гвінея | Кубок африканських націй 2012 - чвертьфінал        | 2    |           |
| 8-2-2012   | Лібревіль            | Кот-д'Івуар          | 1 – 0                     | Малі                 | Кубок африканських націй 2012 - півфінал           | -    |           |
| 12-2-2012  | Лібревіль            | Замбія               | 0 – 0 д.ч. (8 – 7 п.п.)   | Кот-д'Івуар          | Кубок африканських націй 2012 - Фінал              | -    |           |
| 2-6-2012   | Абіджан              | Кот-д'Івуар          | 2 – 0                     | Танзанія             | Відбір до ЧС 2014                                  | 1    |           |
| 9-6-2012   | Марракеш             | Марокко              | 2 – 2                     | Кот-д'Івуар          | Відбір до ЧС 2014                                  | -    | 85'       |
| 15-8-2012  | Москва               | Росія                | 1 – 1                     | Кот-д'Івуар          | товариський матч                                   | -    |           |
| 8-9-2012   | Абіджан              | Кот-д'Івуар          | 4 – 2                     | Сенегал              | Відбір до Кубка африканських націй 2013            | 1    | 90'       |
| 13-10-2012 | Дакар                | Сенегал              | 0 – 2                     | Кот-д'Івуар          | Відбір до Кубка африканських націй 2013            | 2    |           |
| 14-11-2012 | Лінц                 | Австрія              | 0 – 3                     | Кот-д'Івуар          | товариський матч                                   | 1    | 59'       |
| 14-1-2013  | Абу-Дабі             | Кот-д'Івуар          | 4 – 2                     | Єгипет               | товариський матч                                   | -    | 46' - 77' |
| 22-1-2013  | Рустенбург           | Кот-д'Івуар          | 2 – 1                     | Того                 | Кубок африканських націй 2013 - 1-й етап           | -    | 74'       |
| 26-1-2013  | Рустенбург           | Кот-д'Івуар          | 3 – 0                     | Туніс                | Кубок африканських націй 2013 - 1-й етап           | -    | 68'       |
| 30-1-2013  | Рустенбург           | Алжир                | 2 – 2                     | Кот-д'Івуар          | Кубок африканських націй 2013 - 1-й етап           | 1    |           |
| 3-2-2013   | Рустенбург           | Кот-д'Івуар          | 1 – 2                     | Нігерія              | Кубок африканських націй 2013 - чвертьфінал        | -    |           |
| 14-8-2013  | Іст-Ратерфорд        | Мексика              | 4 – 1                     | Кот-д'Івуар          | товариський матч                                   | 1    | 46'       |
| 7-9-2013   | Абіджан              | Кот-д'Івуар          | 1 – 1                     | Марокко              | Відбір до ЧС 2014                                  | 1    |           |
| 12-10-2013 | Абіджан              | Кот-д'Івуар          | 3 – 1                     | Сенегал              | Відбір до ЧС 2014                                  | 1    | 77'       |
| 16-11-2013 | Касабланка           | Сенегал              | 1 – 1                     | Кот-д'Івуар          | Відбір до ЧС 2014                                  | -    |           |
| 5-3-2014   | Брюссель             | Бельгія              | 2 – 2                     | Кот-д'Івуар          | товариський матч                                   | 1    | 46'       |
| 30-5-2014  | Сент-Луїс            | Боснія і Герцеговина | 2 – 1                     | Кот-д'Івуар          | товариський матч                                   | 1    | 63'       |
| 4-6-2014   | Фриско               | Сальвадор            | 1 – 2                     | Кот-д'Івуар          | товариський матч                                   | 1    | 63'       |
| 14-6-2014  | Ресіфі               | Кот-д'Івуар          | 2 – 1                     | Японія               | ЧС 2014 - 1-й етап                                 | -    | 62'       |
| 19-6-2014  | Бразиліа             | Колумбія             | 2 – 1                     | Кот-д'Івуар          | ЧС 2014 - 1-й етап                                 | -    | 60'       |
| 24-6-2014  | Форталеза            | Греція               | 2 – 1                     | Кот-д'Івуар          | ЧС 2014 - 1-й етап                                 | -    | 37' - 79' |
| Усього     |                      | Матчів (3 місце)     | 105                       |                      | Голів (1 місце)                                    | 65   |           |